# Clivio

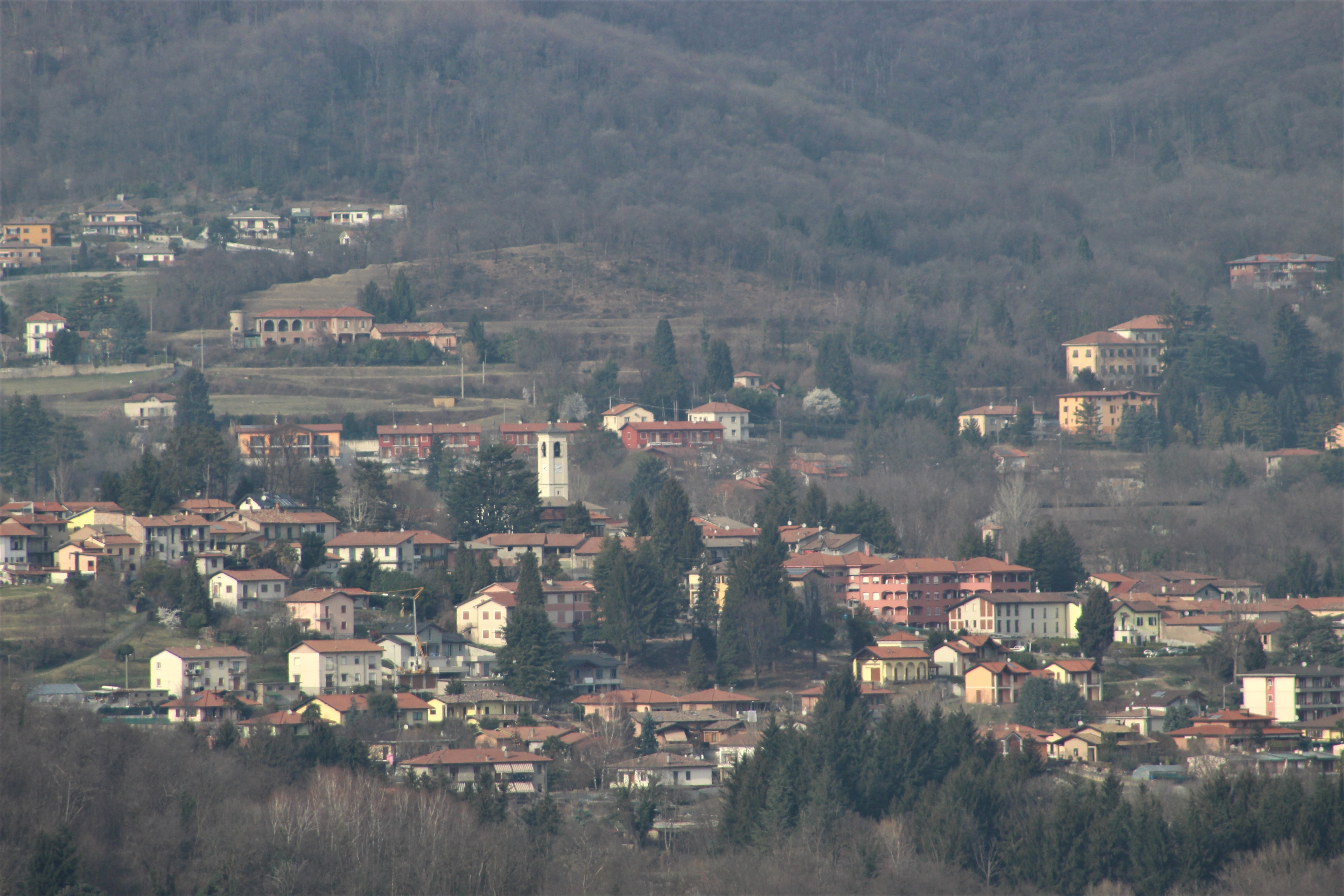
Clivio

Clivio. Historisches Luftbild von Werner Friedli (1946)

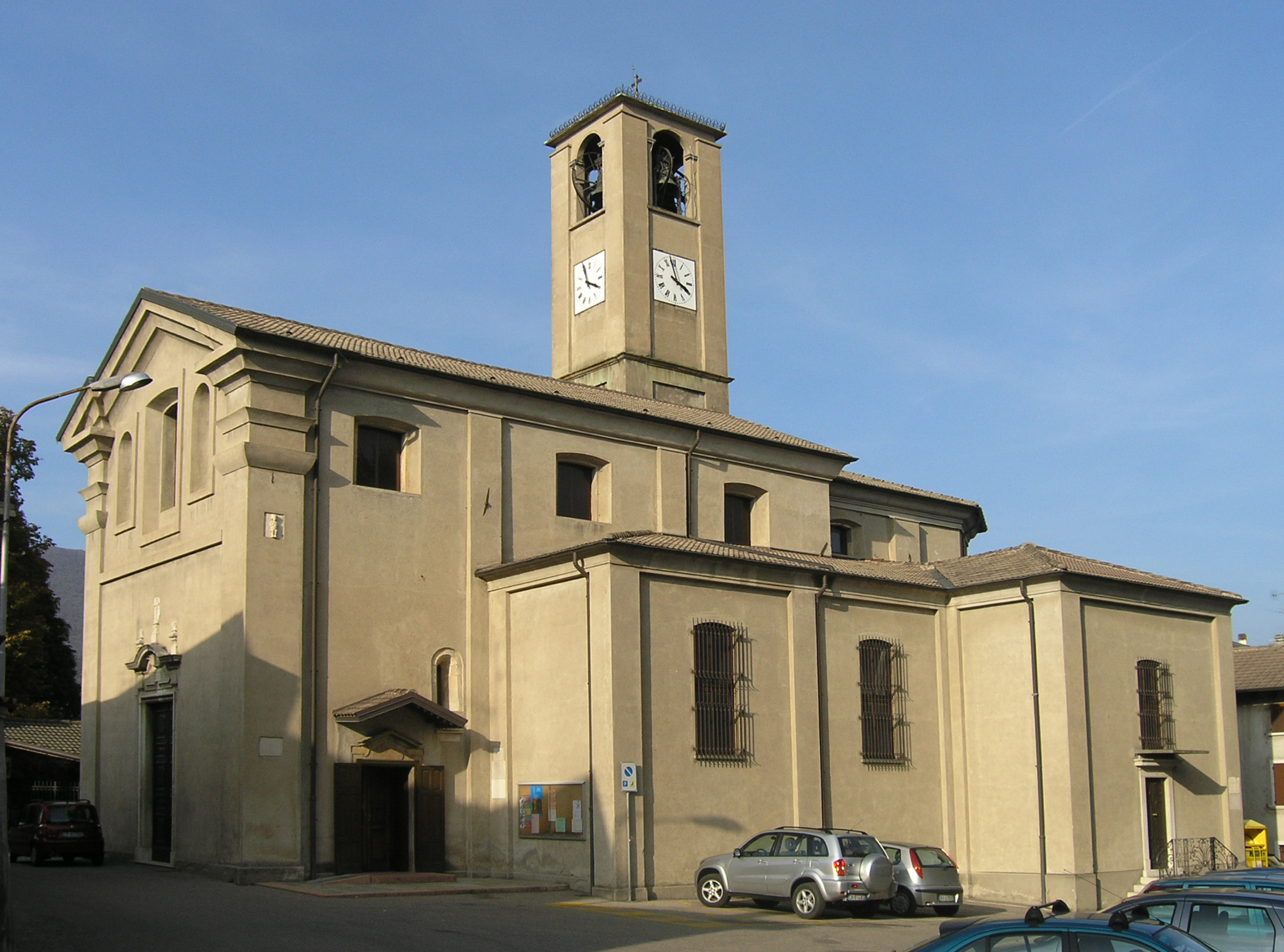
Pfarrkirche Santi Pietro e Paolo

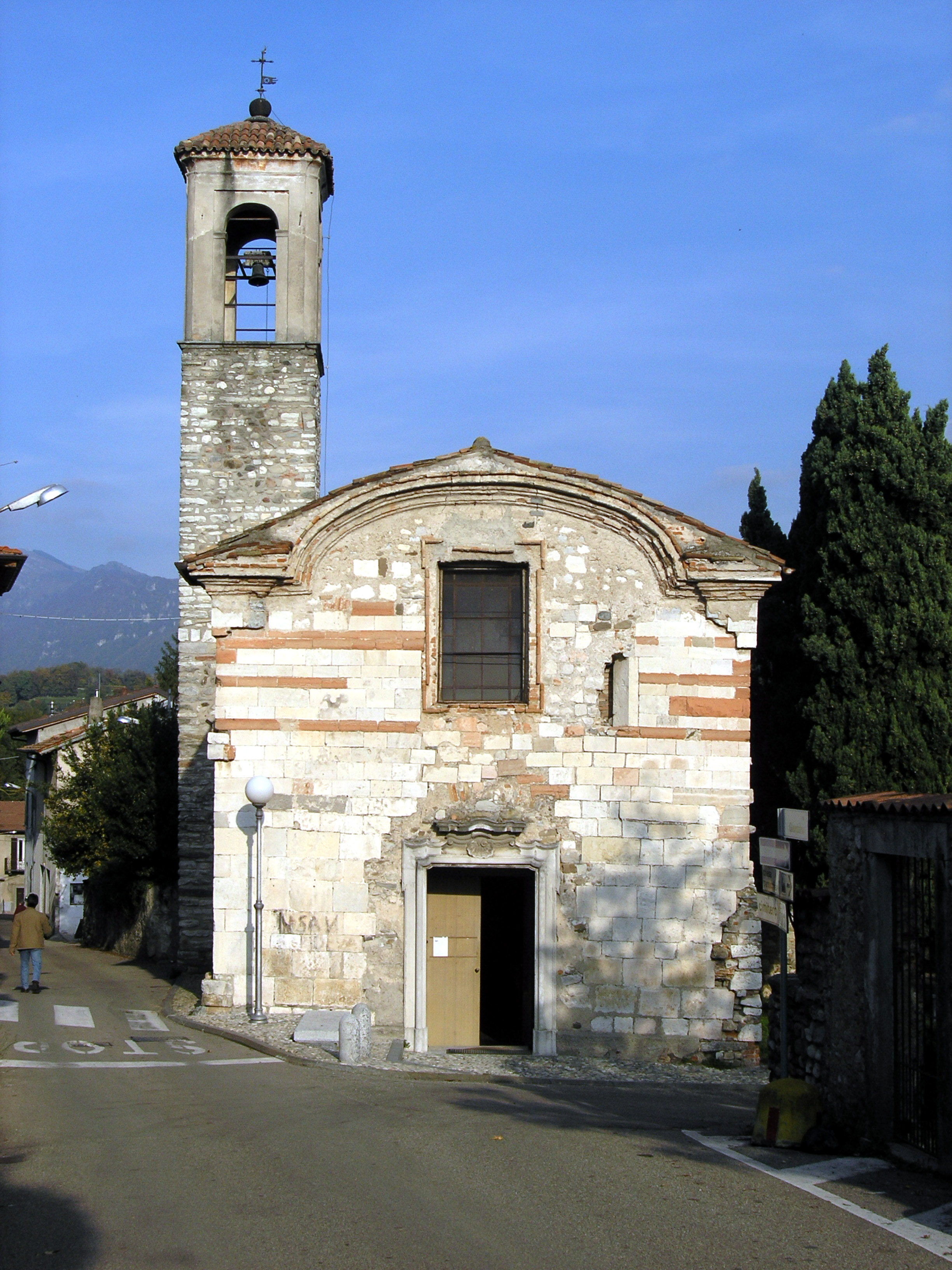
Kirche San Materno

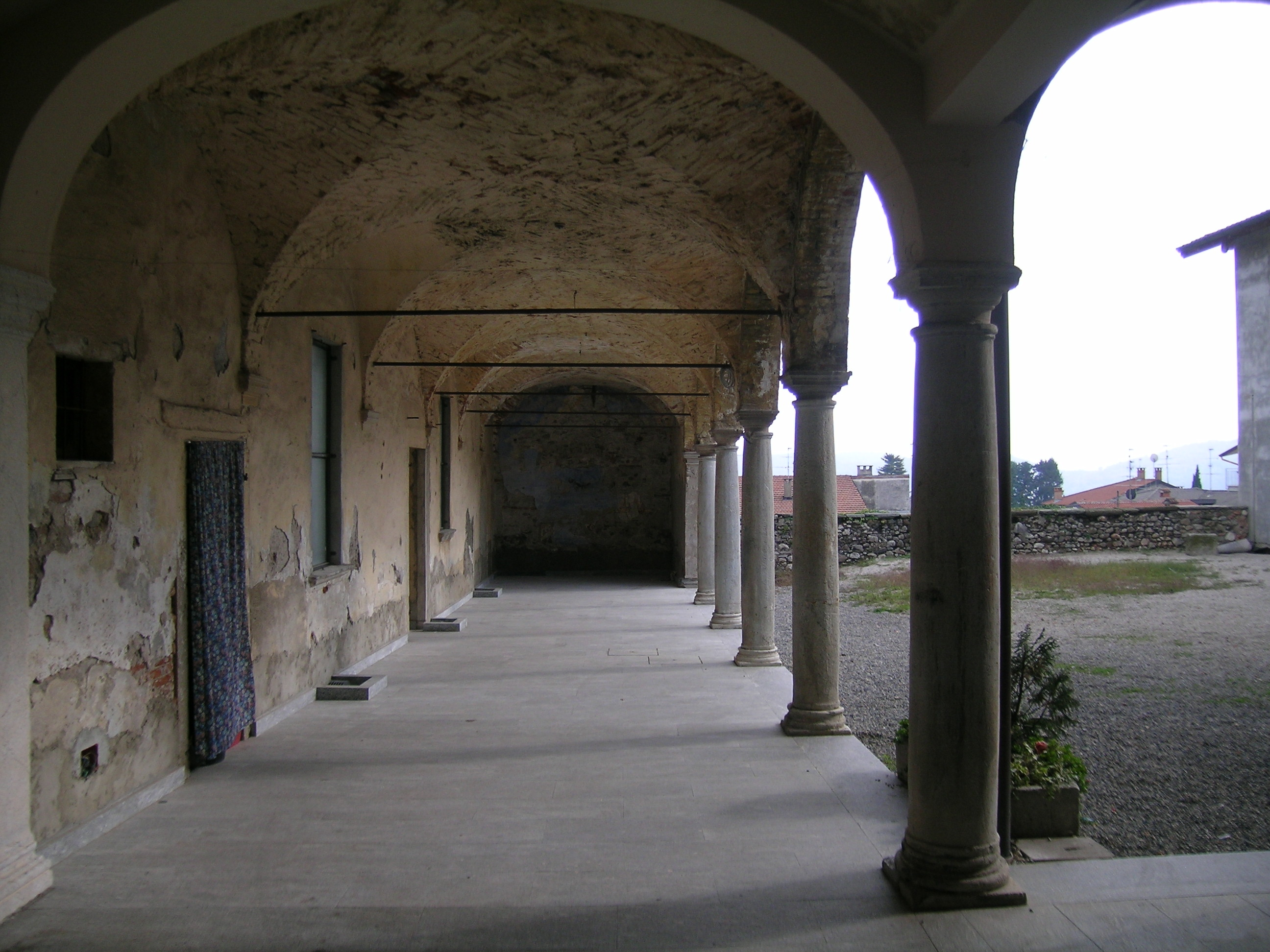
Palazzo Albuzzi genannt Reale

Clivio ist eine italienische Gemeinde (comune) in der Provinz Varese in der Region Lombardei. Sie gehört zur Comunità Montana del Piambello.

## Geographie
Die Gemeinde liegt etwa 9,5 Kilometer nordöstlich von Varese direkt an der Grenze zum Schweizer Kanton Tessin und bedeckt eine Fläche von 2,9 km². Der Torrente Clivio passiert das Dorf im Norden sowie Westen und bildet größtenteils die Grenze zu den italienischen Nachbargemeinden. Wenig südlich des Dorfkerns entspringt in drei kleinen Weihern der Laveggio, der bei Riva San Vitale im Tessin in den Luganersee mündet. Der Name Clivio leitet sich von seiner Lage ab: quasi loco in clivium situ, es steht auf einem Hügel (Clivium), der das Mendrisiotto und das Comasco beherrscht, bis hin zum Montorfano von Brianza, den Hügeln von San Fermo und San Maffeo und einigen kleineren Hügeln, die zur lombardischen Ebene abfallen. Dieses Ensemble bietet ein überwältigendes Panorama.
Die Nachbargemeinden sind Cantello, Mendrisio (CH-TI), Saltrio, Stabio (CH-TI) und Viggiù.

## Geschichte
Traditionell soll Clivio von den Orobiern bewohnt worden sein, einer alten ethnischen Zivilisation aus dem cisalpinen Gallien, die die Bergregion zwischen Comer See und Gardasee bewohnte. Clivio war eine Kolonie des Römischen Reiches, und Julius Caesar richtete dort eine Station ein, um seine Legionen zu überwintern, die als Vorposten des Heeres gegen die Barbaren von jenseits der Alpen fungierten.
Zur Zeit der Langobarden war Clivio politisch und wirtschaftlich Teil des Contado del Seprio. Während der Zeit der Kommune befehligte ein gewisser Ottobono da Clivio die Legionen der unteren Luganesen gegen Kaiser Friedrich Barbarossa. Nach dem Jahr 1000 war es der Sitz des Erzpriestertums. Die Stadt war auch der Sitz der Adelsfamilie Clivi, die seit dem 11. Jahrhundert zu den mächtigsten Familien der Lombardei zählte. Die Familie Clivi war der Geburtsort von Erzbischof Giordano da Clivio, der Kaiser Heinrich IV. (HRR) exkommunizierte und 1112 zum Erzbischof von Mailand gewählt wurde. Ihm ist das Fest des Totengedenkens in unserem Ritus zu verdanken.
Die Bedeutung von Clivio am Ende des 12. Jahrhunderts wird durch die Anwesenheit von mindestens fünf Kirchen belegt: San Pietro in Canonica, Santa Maria, San Michele, San Materno und San Carpoforo. Von den ältesten Kirchen sind Santa Maria della Rosa und San Materno noch für den Gottesdienst zugänglich und gut erhalten, während von den Oratorien San Michele und San Carpoforo nur die Namen der Orte erhalten sind. Der Pastoralbesuch von Kardinal Karl Borromäus im Jahr 1574 war ein denkwürdiges Ereignis. Der Heilige machte mit seinem Gefolge an einer Quelle auf halbem Weg zwischen Ligurno und Clivio Halt und feierte in der Kirche San Pietro eine Messe. Ein Basrelief aus Ton und Terrakotta in der Grundschule, das den Heiligen zu Pferd und seinen Einzug in das Dorf zeigt, zeugt von dieser Passage.
Ab dem 16. Jahrhundert erlebte Clivio die gleichen Ereignisse wie Mailand: Es war verschiedenen ausländischen Herrschern unterworfen, den Franzosen, Spaniern und Österreichern, aber nach der Mitte des 16. Jahrhunderts begann die Bevölkerung von Clivio zu wachsen und es wurde zu einem wichtigen Punkt für die Kontrolle der Waren im Transit in die Schweiz. Im Jahr 1810 wurden viele Gemeinden des Departements Larian aufgelöst und Viggiù wurde zusammen mit Saltrio und Clivio zu einer einzigen Gemeinde vereinigt. Diese Unterdrückung führte zu Unzufriedenheit in der Bevölkerung, und erst nach der Niederlage Napoleons wurde Clivio 1816 wieder eine autonome Gemeinde.
Bis nach den Risorgimento-Kriegen im Jahr 1860 gehörte Clivio zur Provinz Como und ab 1927 zur Provinz Varese. Ein wichtiges historisches Ereignis, das Erwähnung verdient, ist die Gründung der Modernen Rationalistischen Schule von Clivio im Jahr 1908 durch eine Gruppe von Libertären aus Clivio, unter denen Felice Monzini hervorsticht. Die Schule mit anarchistischem und säkularem Hintergrund war die einzige in Italien, die sich an den Theorien und libertären Grundsätzen der von Francisco Ferrer, dem berühmten spanischen anarchistischen Pädagogen, gegründeten Rationalistischen Schule (auch als Moderne Schule bekannt) orientierte.
Die beiden Weltkriege betrafen auch Clivio der litt am stärksten unter den Kriegsereignissen, und aufgrund des großen Zustroms von Soldaten, die am Bellavista-Pass in der Schweiz Asyl suchten, ordneten die deutschen Militärbehörden die Evakuierung eines großen Teils von Saltrio und ganz Clivio an. Seit dem Tag, an dem sie gezwungen waren, das Dorf zu verlassen, durften bis auf wenige Ausnahmen keine Cliviese mehr einreisen. Diese drastische und dramatische Maßnahme hatte nicht nur das Leben des gesamten Dorfes durcheinander gebracht, sondern auch der damals besonders wichtigen Landwirtschaft einen Schaden von mehreren Millionen zugefügt.

## Bevölkerung
| Bevölkerungsentwicklung | Bevölkerungsentwicklung | Bevölkerungsentwicklung | Bevölkerungsentwicklung | Bevölkerungsentwicklung | Bevölkerungsentwicklung | Bevölkerungsentwicklung | Bevölkerungsentwicklung | Bevölkerungsentwicklung | Bevölkerungsentwicklung | Bevölkerungsentwicklung | Bevölkerungsentwicklung | Bevölkerungsentwicklung | Bevölkerungsentwicklung |
| ----------------------- | ----------------------- | ----------------------- | ----------------------- | ----------------------- | ----------------------- | ----------------------- | ----------------------- | ----------------------- | ----------------------- | ----------------------- | ----------------------- | ----------------------- | ----------------------- |
| Jahr                    | 1576                    | 1687                    | 1751                    | 1805                    | 1853                    | 1901                    | 1931                    | 1951                    | 1961                    | 1971                    | 1991                    | 2001                    | 2021                    |
| Einwohner               | 176                     | 385                     | 367                     | 538                     | *738                    | 997                     | *930                    | 927                     | 1121                    | 1579                    | 1802                    | 1963                    | 1899                    |

- 1809 Fusion mit Viggiù
- 1927 Fusion mit Viggiù

## Sehenswürdigkeiten
- Pfarrkirche Santi Pietro und Paolo
- Kirche San Materno
- Kirche Santa Maria della Rosa bewahrt ein spätgotisches Fresko
- Palazzo Albuzzi genannt Reale

## Veranstaltungen
- Seit 2009 finden jeden ersten Sonntag im Februar auf dem Pfad Cioccolandando Clivio Verkostungen von Schokolade statt.
- Am 29. Juni gibt es das Fest der Schutz mit einem kleinen Markt auf dem Dorfplatz.
- In der letzten Novemberwoche oder am 1. Dezember findet der Weihnachtsmarkt im Hof des Königspalastes (Palazzo Albuzzi) statt.

## Persönlichkeiten

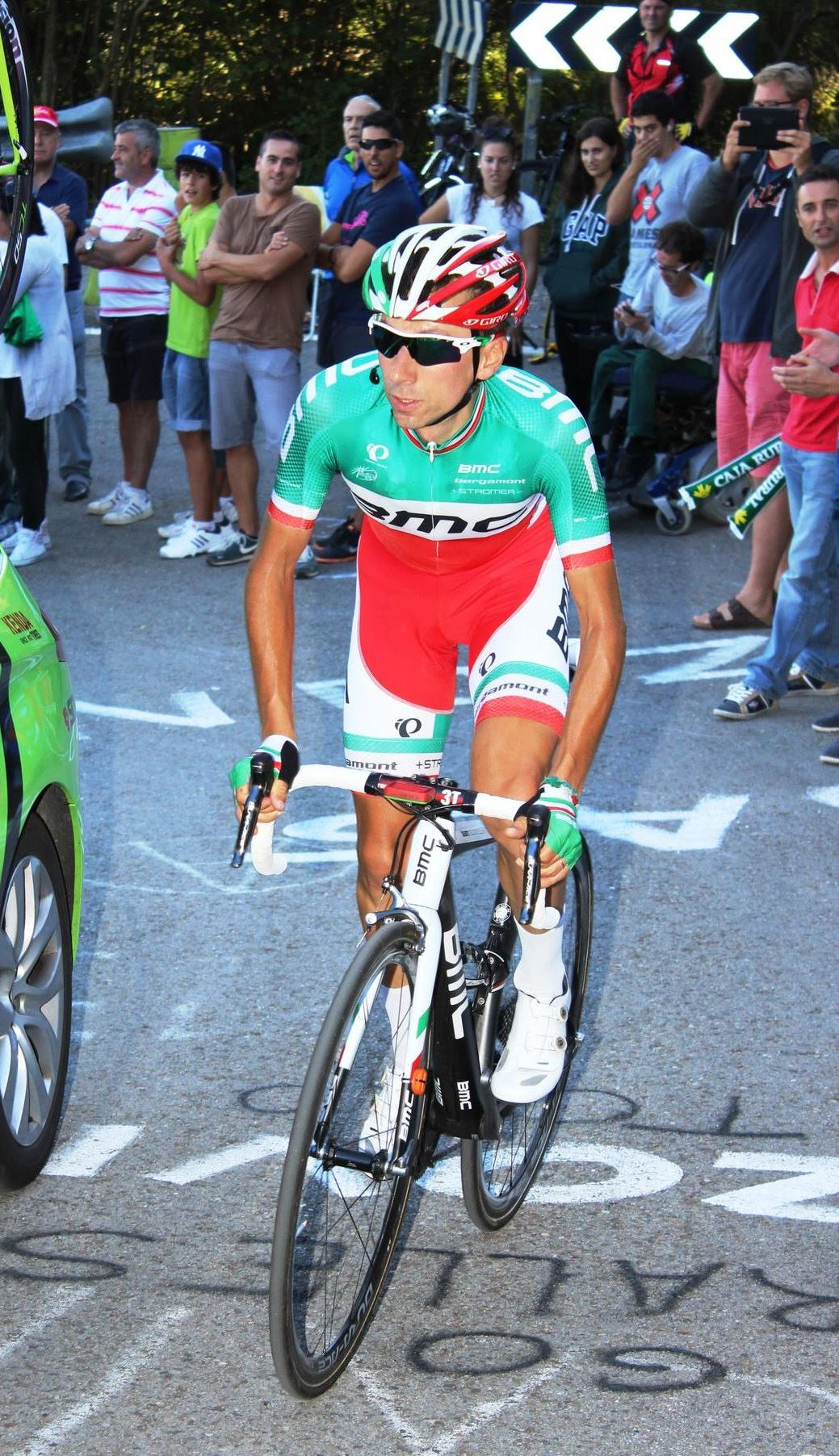
Ivan Santaromita (2013)

- Giordano da Clivio(* 12. Jahrhundert in Clivio; † 4. Oktober 1120 in Mailand), Sohn von Ottobono.[2]
- Ambrogio da Clivio (* 15. Jahrhundert; † nach 28. Februar 1453 in Mailand ?), Rechtsanwalt, Generalvikar von Francesco I. Sforza[3]
- Carlo Francesco Buzzi (* um 1700 in Clivio; † nach 1730 in Deutschland), Stuckateur. Er arbeitete in Deutschland mit dem Wanderstuckateur Giovanni Battista Clerici aus Meride.[4]
- Giuseppe Antonio Albuccio (Albuzio/Albuzzi) (1720–1776), Stuckateur. Er arbeitete im Schloss Mannheim, in der Orangerie von Schloss Schwetzingen, im Schloss Benrath und im Schloss Jägerhof, in Düsseldorf
- Stefano Albuzzi (* um 1739 in Clivio; † um 1800 ebenda), Bildhauer, Altarbauer in Albesio, Soncino (1775), Crescentino (1770, 1790), San Nazzaro Sesia (1790), Caravaggio (1780), Clivio und Candelo.
- Antonio Monzini (* 1739 in Clivio; † 1800 ebenda), Bildhauer, Stuckateur zwischen 1759 und 1798; seine Werke sind in den Pfarrkirchen von Sagno, Castel San Pietro, Coldrerio, Caneggio, Ligornetto, Tremona, Brunate und Clivio.
- Michelangelo Molinari (* 1839 in Clivio; † 1899 ebenda), Sohn von Abbondio, Gemeindepräsident von Clivio 1875–1890, Bildhauer; seine Werke sind in Lyon, Palais de la bourse, Palais de la préfecture; Turin, Albergo Liguria; Belgirate, Villa Prestinoni; Lugano, Monumento Anderlini; Bellinzona, Monumento Colombo; Arcore, Monumento Giuliani; Varese, Palazzo Estense; Luzern; Clivio und Brusino Arsizio.
- Lorenzo Marazzi (* 15. Mai 1887 in Clivio; † 5. Mai 1953 in Signau), 1917 in Signau (Schweiz) eingebürgerter Bauunternehmer.[5]
- Gianni Santuccio (* 21. Mai 1911 in Clivio; † 29. September 1989 in Mailand), Theaterschauspieler, Theaterregisseur
- Ivan Santaromita (* 1984), Radrennfahrer